# 織田信及

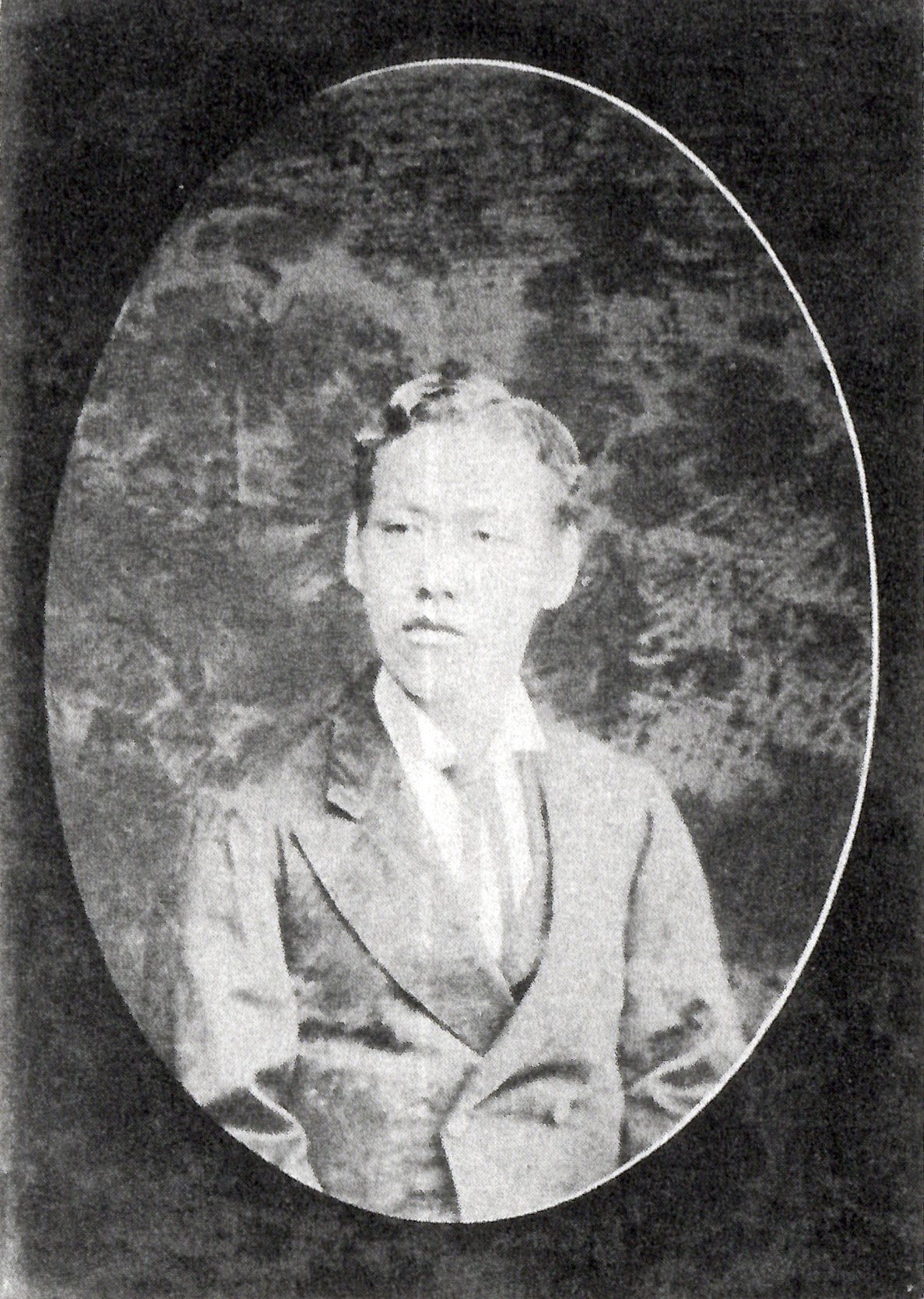
織田信及

織田 信及（おだ のぶひろ/のぶつぐ、天保14年（1843年） - 明治22年（1889年）8月2日）は、日本の華族。大和柳本藩の第13代（最後）の藩主。尚長流織田家13代。
第11代藩主・織田信陽の十男。正室は片桐貞信の八女謙子。子は長男信愛、次男織田秀実など3男2女。通称は元丸、修理。初名は長依。官位は従五位下大和守。

## 生涯
天保14年（1843年）生まれとも、天保15年（1844年）10月8日生まれとも言われている。慶応4年（1868年）4月12日、新政府側の優位な情勢を見極めたところで、兄の12代藩主信成の名代として上洛する。閏4月19日、信成の養子となる。5月6日、信成の隠居により家督を相続した。5月14日、従五位下大和守に叙任する。6月25日、新政府から帰藩を許可される。10月12日、崇神天皇陵、景行天皇陵の修復許可を願う。
明治2年（1869年）6月24日、版籍奉還により柳本藩知事となり、明治4年（1871年）7月14日、廃藩置県で免官された。明治2年（1869年）12月2日、片桐貞信の娘謙子と結婚する。明治9年（1876年）、宮中侍候となる。明治17年（1884年）7月8日、子爵となる。明治22年（1889年）8月2日、47歳で死去した。法号は泰林院殿大道宗弁大居士。墓所は東京都渋谷区広尾の祥雲寺。

## 系譜
子女は3男2女。
- 父：織田信陽
- 母：不詳
- 正室：謙子（片桐貞信の八女）
- 生母不明の子女
  - 長男：信愛
  - 次男：織田秀実